# 凯文·穆斯卡特
凯文·文森特·穆斯卡特（Kevin Vincent Muscat，1973年8月7日—）是一名澳大利亚前足球运动员，他有馬耳他血統。2024年時為中国足球协会超级联赛俱乐部上海海港主教练。球员時代凯文·穆斯卡特司職后卫，并在1994年至2006年期间代表澳洲國家足球隊参加各項國際比賽，他出场46次，共攻入10球。
2011年3月，凯文·穆斯卡特宣佈退役，理由是他覺得自己已經沒法跟上比賽的節奏。   之後他短暫加盟前東家，代表前東家参加2011年维多利亚州一級聯賽的部分比赛。